# Steinbruch Bergerhammer

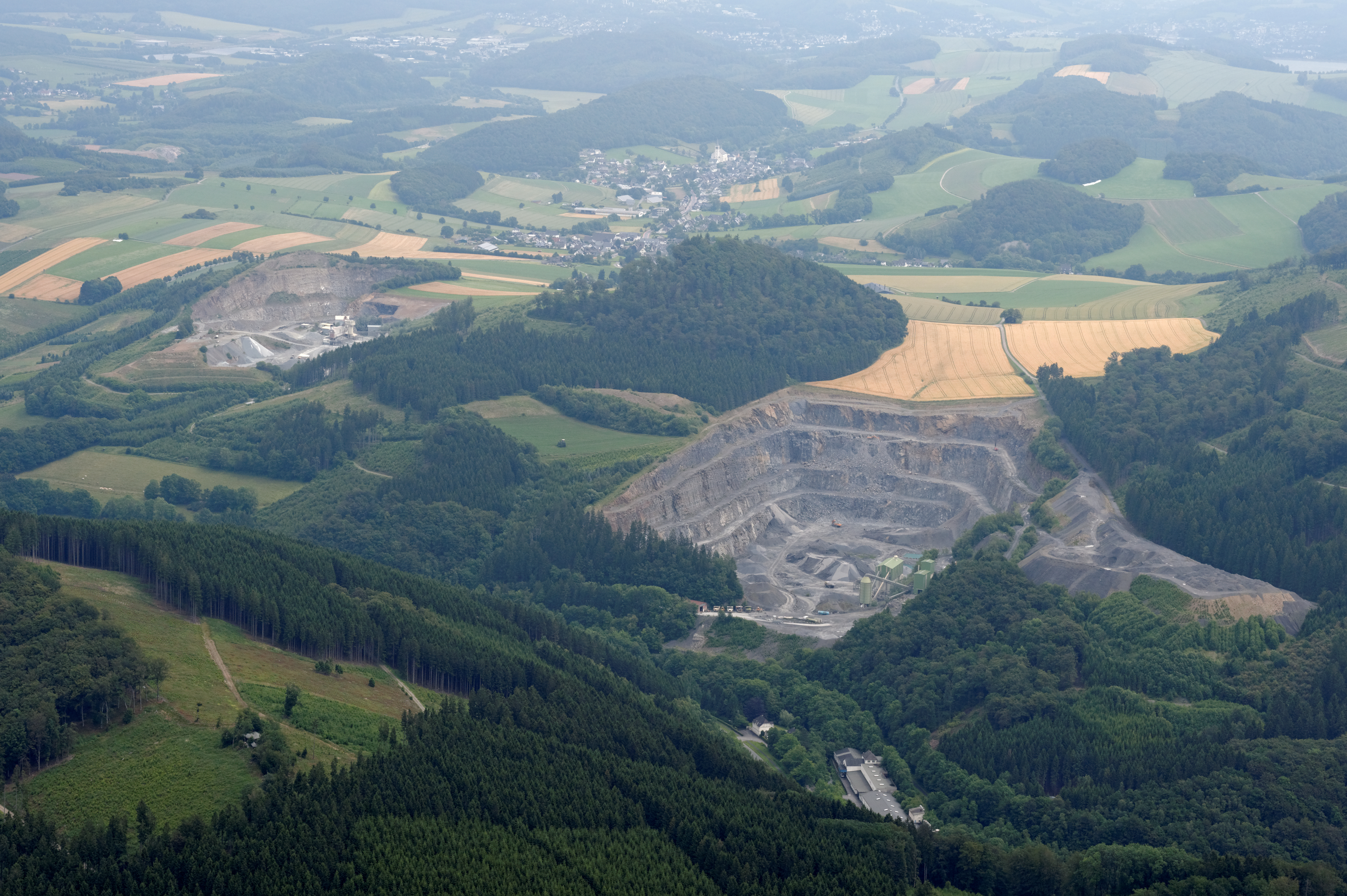
Steinbruch Bergerhammer rechts und Steinbruch Berge links 2014 von Westen

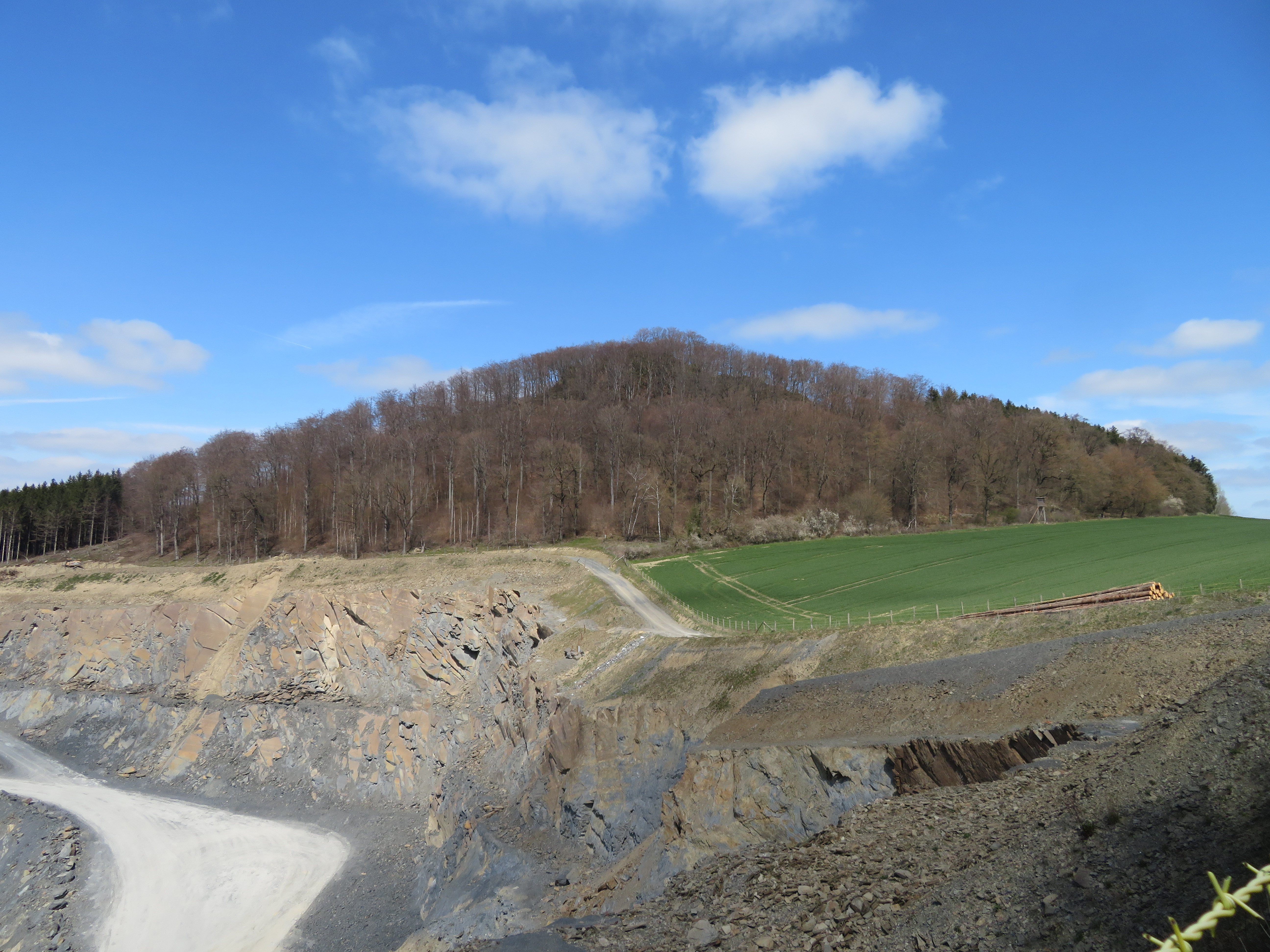
Ostbereich des Bruches, dahinter das Naturschutzgebiet Wallenstein

Der Steinbruch Bergerhammer, auch Steinbruch Diabaswerk, liegt südöstlich von Berge im Stadtgebiet von Meschede im Hochsauerlandkreis. Der Steinbruch wird von der Firma Bergisch-Westerwälder Hartsteinwerke betrieben. Der Steinbruch ist zum gröten Teil vom Landschaftsschutzgebiet Meschede umgeben. Im Osten liegt ein schmaler Streifen vom Landschaftsschutzgebiet Offenland um Calle und Wallen und im Nordosten das Naturschutzgebiet Wallenstein. Die Zufahrt erfolgt von der L 840 zwischen Berge und Wallen. Etwas weiter nordöstlich liegt der Steinbruch Berge.

## Informationen zum Steinbruch
Im Bereich Bergerhammer gibt es mindestens seit Anfang des 20. Jahrhunderts Steinbrüche. 1927 baute eine Firma vom Ende einen Gleisanschluss an die Bahnstrecke Finnentrop–Wennemen und baute ab 1928 oberhalb vom Bergerhammer Grauwacke und Kalkstein ab. In den Jahrzehnten darauf erfolgten mehrere Besitzerwechsel. Seit 1971 gehört der Steinbruch der Bergisch-Westerwälder Hartsteinwerke, einer Tochterfirma der Basalt-Actien-Gesellschaft. Der Eisenbahnanschluss wurde 1996 stillgelegt.
2015 arbeiteten 13 Mitarbeiter im Steinbruch. Erweiterungen des Steinbruchs wurden 1998 und 2015 genehmigt. 2015 gab es Proteste im Dorf Berge gegen die geplante Erweiterung. Zunächst erfolgte die Genehmigung, künftig auf einer Fläche von 6,4 Hektar 20 Meter tiefer abzubauen. Eine weitere Vertiefung um 80 Meter wurde zurückgestellt, da noch die Auswirkungen auf eine Quelle im Naturschutzgebiet Kanzenberg unklar war. Die im Wald südlich des Steinbruchs liegende Abraumhalde darf laut Genehmigung bis zu 65 Meter in die Höhe wachsen und um 15,5 Hektar erweitert werden. Dabei sollen 3,2 Millionen Kubikmeter Abraum abgekippt werden.

## Mineralien und Fossilien
Für den Steinbruch sind bisher folgende Mineralfunde dokumentiert (Stand 2025): Bornit,	Calcit,	Dolomit, Galenit, Limonit, Markasit und Pyrit, zudem fand man bis 2025 die Fossilien Anthozoa, Crinoidea,	Gastropoda,	Goniatitida, Stromatoporoidea und Trilobita. Im etwas nordöstlich liegenden Steinbruch Berge kommen die gleichen Mineralien und Fossilien vor.

## Zwischenfälle
Am 19. April 2020 geriet ein Bohrgerät in Brand und wurde gelöscht.
Am 3. August 2021 stürzte ein Muldenkipper 16 Meter ab. Der Fahrer wurde aus dem Muldenkipper geschleudert und schwer verletzt. Der Rettungshubschrauber Christoph 8 transportierte den Verletzten in eine Klinik.